# 呂公著
呂公著（1018年—1089年），字晦叔，壽州（宋时辖区在今安徽省境）人，祖籍萊州（今屬山東）。北宋大臣，曾任尚书省仆射，兼中书省侍郎，曾為帝師。谥正献。

## 簡介
知名相國呂夷簡之子，幼時好學，竟讀孔孟書廢寢忘食。其父異之，曰：“他日必為公輔。”公著一有空閒，就替皇帝講解《論語》，說君王要“返身修德”。呂公著善於講經議論，言簡意賅。司馬光說：“每聞晦叔講，便覺己語為煩。”
王安石任用呂惠卿，襄助變法，呂公著曾說呂惠卿：“惠卿固有才，然姦邪不可用”、“獐頭鼠目，必是姦邪，將來反對王安石必是此人”。
他和司馬光、文彥博、蘇東坡、歐陽修，同是王安石變法的反對派。歐陽修出使契丹時，契丹君主問及誰是中國品學兼優之士，歐陽修首推呂公著。
元祐四年（1089年）二月去世。葬新郑西北（今河南新郑市郭店西武岗村南）。《宋史》称：“暑不挥扇，遇事善决，不以私利害动其心。与人交，出于至诚，好德乐善。”

## 家庭
- 父亲：吕夷简
- 母亲：马□（马亮之女）
- 妻子：鲁□（鲁宗道之女）
- 长子：吕希哲，儿媳：张□（张昷之之女）
- 次子：吕希绩，儿媳：钱□（钱暄之女）
- 三子：吕希纯，儿媳：宋□（宋敏求之女）
- 女儿：吕□，女婿：范祖禹
- 女儿：吕□，女婿：邵䶵

## 延伸阅读
[在维基数据编辑]
 《宋史/卷336》，出自脱脱《宋史》